# 全国人大会议中心
全国人大会议中心，位于北京市西城区西黄城根北街2号，是全国人民代表大会常务委员会办公厅直属事业单位。

## 简介
全国人大会议中心于1996年8月竣工并投入使用。阳光从该会议中心的七层玻璃屋顶射进大堂，玻璃屋顶可以遥控开闭。大堂内有“九州同辉”、“民族团结”两组大型水晶灯饰。大堂内的楼梯共2层，每层有16级白色大理石台阶，中间用汉白玉和古生物化石制作成“江山如此多娇”的图案，通往二层悬挂的中华人民共和国国徽。国徽两侧有青石透雕九龙双柱。二层环廊有大理石双面隐雕。
全国人大会议中心下设有：小汤山管理部、顺喜管理部、北戴河管理部。
- 全国人大会议中心小汤山管理部：管理小汤山山庄，小汤山山庄位于北京市昌平区小汤山镇南路甲5号[4]。

- 全国人大会议中心顺喜管理部：管理顺喜山庄，顺喜山庄位于北京市顺义区高丽营镇府荣街76号。同时是“全国人大北京培训基地”。顺喜山庄占地面积300多亩，主要为全国人大常委会组织培训、会议等活动提供服务。顺喜山庄内有大片湖水。截至2012年，顺喜山庄建筑面积为3万余平方米，拥有1号楼、2号楼、综合楼这三座主体建筑。其中，综合楼于2011年9月30日建成投入使用。1号楼、2号楼主要设有客房。截至2012年，顺喜山庄有14个大中小型会议室，10个中西餐厅，并设有室内游泳馆、KTV歌舞厅、桑拿房、台球厅、健身房、球类健身馆、高尔夫球练习场等设施[5]。

- 全国人大会议中心北戴河管理部：位于河北省秦皇岛市北戴河区，设施有综合楼、总服务台、秘书局暑期机要保密室、机关休假人员就餐餐厅、海滨浴场等[6]。

- 全国人大会议中心庐山管理部：位于江西省九江市庐山市[7]。

- 全国人大会议中心和园[8]。

## 历任领导
| 主任 …… - 王金亮（？—？） - 高荣泉（？—） | 副主任 …… - 温贺斌（？—？） |